# Solistes de Zagreb
Les Solistes de Zagreb (Zagrebački solisti en croate) sont un orchestre de chambre croate, basé à Zagreb.

## Historique
Les Solistes de Zagreb (également connus sous le nom de « I Solisti di Zagreb ») sont un ensemble musical croate fondé en 1953 par le violoncelliste Antonio Janigro, sous l'égide de la Radio Télévision de Zagreb,.
L'effectif est à l'origine composé de quatorze cordes et un clavecin, puis onze cordes.
Depuis 2012, le directeur musical de l'ensemble est Sreten Krstić.

## Chefs permanents
Depuis 1968, l'orchestre joue sans chef, sous la direction du violon solo. Se sont alors succédé à la tête de la formation, après Janigro (1954-1968) :
- Dragutin Hrdjok (1968-1974)
- Tonko Ninič (1974-1997)
- Andelki Krpan (1997-2002)
- Karlo Slobodan Fio (2002-2006)
- Borivoj Martinic-Jercic (2006-2011)
- Sreten Krstić (depuis 2012)

## Créations
L'ensemble est le créateur de nombreuses partitions, notamment de Xavier Benguerel (Consort Music, 1971), Gottfried von Einem (Concerto carintico, 1989), Stanko Horvat (en) (Concerto rustico, 1958 ; Perpetuum mobile, 1971), Milko Kelemen (Koncertantne improvizacje, 1955 ; Surprise, 1967), Witold Lutosławski (Préludes et fugue, 1972), Ivo Malec, Franco Parač, Vlastimir Peričić (en) (Sinfonietta pour cordes, 1957), Alfred Schnittke (Double concerto pour hautbois, harpe et cordes, 1972) et Stjepan Šulek. 